# 龙兴御液酒
龙兴御液酒简称龙兴御液，是安徽省滁州市鳳陽縣大溪河镇出产的一种白酒。民间传说此酒获洪武帝赏识，且曾为明朝宫廷御酒；遂以朱元璋出家的龙兴寺而命名为龙兴御液。此酒乃一地方品牌，虽有出口，但销售市场主要在当地；现产品包括“龙兴御液”、“明太祖御酒”和“大明帝王”烧锅系列，多为浓头酱尾的兼香型白酒。